# Gandagatta, Sringeri
Gandagatta là một làng thuộc tehsil Sringeri, huyện Chikmagalur, bang Karnataka, Ấn Độ.